# ヴァシーリー・デグチャレフ
ヴァシーリー・アレクセイエヴィチ・デグチャレフ（Васи́лий Алексе́евич Дегтярёвヴァシーリー・アレクセイエヴィチ・デクチャリョーフ；ロシア語ラテン翻字: Vasilii Alekseevich Degtyarev, 1880年1月2日 - 1949年1月16日）は、ソ連の軍人、銃器設計者。技術・砲兵少将、科学技術博士（1940年）、社会主義労働英雄（1940年、称号が創設されて2人目の受賞で、1人目であるスターリンの2週間後に受賞した）。1941年に共産党入党。
デグチャレフは、ソ連で最初の銃器設計局を率い、複数の機関銃、短機関銃、対戦車ライフルを設計した。
デグチャレフはスターリン国家賞を、1941年、1942年、1944年、さらには死後の1949年に受賞。さらには3度のレーニン勲章とその他4つの勲章、1つのメダルを受章している。

## 業績
- 1927年試作のDP1926が改良の後、翌1928年にDP28軽機関銃として赤軍に制式採用された。またこの機銃は、以下の派生型も作られた。
  - 2種の航空機用機銃、DAおよびDA-2
  - 車載用機銃のDT
- いくつかの短機関銃の設計。初期のPPD-34/38短機関銃に続き、1940年にはPPD-40短機関銃を開発した。
- 大口径重機関銃のDKを1930年に開発。これをゲオルギー・シュパーギンが改良したDShK38重機関銃は1939年に採用され、以後、ソビエト連邦軍の標準重機関銃として使用された。
- 1939年、口径7.62mmの重機関銃DS-39を完成させるが、これは装弾機構に不具合があり、1941年には生産休止となった。
- 大祖国戦争に際し、対戦車ライフルデグチャレフPTRD1941を開発。1944年にRPD軽機関銃を開発。

## 表彰・受章歴
- スターリン国家賞
  - 1942年、第1席と第2席
  - 1946年、第2席
  - 1949年、第1席（死後）
- 社会主義労働英雄、1940年
- レーニン勲章（3度）
- スヴォーロフ勲章（1等および2等）
- 赤旗労働英雄勲章
- 赤星勲章
- 1941-1945年大祖国戦争における対独戦勝メダル